# Gouvernement Hadramaut
Hadramaut (arabisch حضرموت, DMG Ḥaḍramawt) ist eines der 22 Gouvernements des Jemen. Es liegt im Nordosten des Landes.
Hadramaut hat eine Fläche von 191.737 km² und ca. 1.484.000 Einwohner (Stand: 2017). Das ergibt eine Bevölkerungsdichte von 8 Einwohnern pro km².
Hadramaut grenzt im Südwesten an Schabwa, im Westen an Ma'rib und al-Dschauf, im Norden an Saudi-Arabien, im Osten an einem Punkt an den Oman, im Südosten an al-Mahra und im Süden an den Indischen Ozean.

## Verwaltungsgliederung und Städte
Das Gouvernement Hadramaut gliedert sich in 30 Distrikte.
Neben der Hauptstadt al-Mukalla liegen im Gouvernement Hadramaut die Städte Sai'ūn, Tarim, asch-Schihr und Schibam.

## Geschichte
2004 wurde die Inselgruppe Sokotra, die zuvor Teil ʿAdans war, Hadramaut angegliedert.
2013 wurde ein eigenes Gouvernement Sokotra mit den zwei Distrikten Hidaybu und Qulensya Wa Abd Al Kuri geschaffen. Damit verbleiben noch 28 der zuvor 30 Distrikte im Gouvernement Hadramaut.